# Karl von Wedel

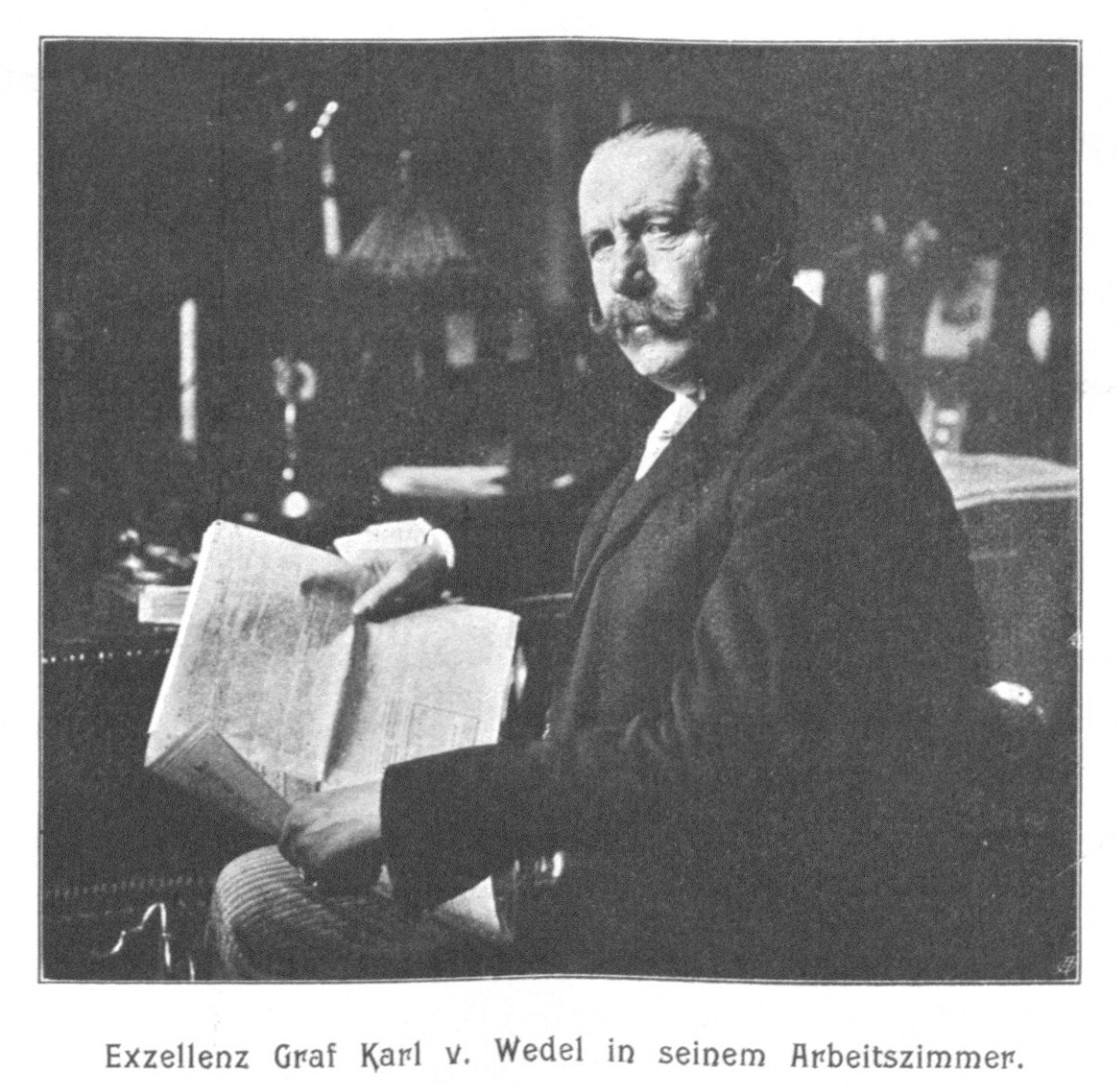
Karl von Wedel 1903.

Karl Leo Julius von Wedel, född den 5 februari 1842 i Oldenburg, död den 30 december 1919 på Sophiahemmet i Stockholm, var en tysk furste, militär och ämbetsman.

## Biografi
von Wedel deltog som hannoveransk officer i dansk-tyska kriget 1863–1864 och i slaget mot preussarna vid Langensalza 1866 och som preussisk i fransk-tyska kriget 1870–1871 och var i rysk-turkiska kriget 1877–1878 attacherad vid ryska armén. Åren 1878–1887 var han militärattaché i Wien, 1887 blev han chef för 2:a gardesulanregementet, 1888 chef för 2:a och sedermera för 1:a gardeskavalleribrigaden samt 1889 för livgendarmeriet. Samma år blev han kejserlig flygeladjutant och general à la suite. Åren 1892—1894 var han envoyé i Stockholm, blev 1897 general av kavalleriet, var guvernör i Berlin 1897–1899, ambassadör 1899–1902 i Rom, 1902–1907 i Wien och ståthållare i Elsass-Lothringen 1907–1914, i vilken maktpåliggande befattning han genom sin moderata politik och sitt från preussisk byråkratism fria uppträdande tillvann sig allmän aktning även från det franska befolkningselementets sida. Sistnämnda år upphöjdes han i furstligt stånd. Under första världskriget tänkte tyska regeringen vid ett tillfälle anförtro honom en diplomatisk beskickning till Sverige, där han ägde goda förbindelser från sin sändebudstid och genom sitt giftermål (1894) med grevinnan Stephanie von Platen, född Hamilton. Därav blev intet, men efter revolutionen i Tyskland 1918 flyttade von Wedel över till Sverige.